# Chaîne Darwin
La chaîne Darwin est une chaîne de montagnes située dans la chaîne Transantarctique, dans la terre Victoria en Antarctique. Elle culmine au mont Ellis à 2 330 mètres d'altitude.

## Sommets principaux
- Mont Ellis, 2 846 m
- Mont Ash, 2 024 m

## Histoire
La chaîne Darwin est observée depuis la plateforme de glace de Ross par Robert Falcon Scott, chef de l'expédition Discovery, avec Ernest Shackleton et Edward Adrian Wilson, en novembre 1902. Elle est nommée en l'honneur de Leonard Darwin, alors secrétaire honoraire de la Royal Geographical Society.